# Christian Adolph Overbeck
Christian Adolph Overbeck (Lübeck, 1755. augusztus 21. – Lübeck, 1821. március 9.) német költő, Lübeck polgármestere.

## Élete
Georg Christian Overbeck (1713–1786) ügyvéd és Eleonora Maria Jauch (1732–1797) fia. A göttingeni egyetemen tanult jogot, ahol a göttingeni kör költőivel érintkezett. 1779-ben lübecki törvényszéki ügyész, 1792-ben a székesegyházi káptalan szindikusa, 1800-ban szenátor, 1814-ben polgármester volt. Több kötet lírai költeményt adott ki, melyek közül néhányat Schulz megzenésített.